# Harrison Township (comté de Mercer, Missouri)
Harrison Township est un ancien township, situé dans le comté de Mercer, dans le Missouri, aux États-Unis,.
Le township est fondé en 1843 et baptisé en référence à William Henry Harrison, 9e président des États-Unis.

### Source de la traduction
- (en) Cet article est partiellement ou en totalité issu de l’article de Wikipédia en anglais intitulé « Harrison Township, Marion County, Missouri » (voir la liste des auteurs).